# Juan de Jesús
Juan de Jesús Hernández y Delgado (Icod de los Vinos, Tenerife, bautizado el 20 de diciembre de 1615 - falleció el 6 de febrero de 1687, San Cristóbal de La Laguna, Tenerife), fue un religioso franciscano y místico español.

## Biografía
Sus padres, Miguel Hernández y Ana Delgado, eran campesinos honrados y buenos cristianos. Fray Juan de Jesús nació en la población de Icod de los Vinos en el norte de la isla de Tenerife en diciembre de 1615, fue bautizado en la Iglesia Parroquial de San Marcos Evangelista el día 20 del mismo mes y año. Juan era descendiente del Mencey de Daute, el noble guanche Diego de Ibaute, honrado por los Reyes Católicos con blasón y heredamientos, quien testó declarándose "guanche y católico".
Tempranamente, a la edad de diez años comenzó como aprendiz de tonelero en Garachico, entonces lucrativo lugar para el negocio de vinos. El dueño del taller era individuo de carácter colérico e irascible que descarga en el pobre muchacho su violencia, hasta el punto de arrojarlo a una hoguera callejera durante la tradicional festividad de San Juan Bautista, lo cual le produjo -según la tradición- la pérdida del ojo izquierdo. Estos malos tratos los aceptó con cristiana resignación, y mantuvo su trabajo compaginando oración y penitencia.
Más tarde abandona ese oficio, aprende a leer y se traslada a la ciudad de Puerto de la Cruz. Comienza a experimentar los primeros éxtasis místicos, uno de los más reconocidos relata que cuando se encontraba delante de la Iglesia de Nuestra Señora de la Peña de Francia en el Puerto de la Cruz, entró en éxtasis y se elevó con los brazos en cruz, para emprender vuelo calle abajo hacia la plaza del Charco, hasta llegar a la costa de Martiánez. Testigos del sobrenatural suceso fueron varios vecinos.
El 22 de julio de 1646, también en el Puerto de la Cruz, tomó el hábito de franciscano en el Convento de San Juan Bautista, espiritualmente preparado por su confesor el Reverendo Padre Fray Mateo de Aguilar, Definidor de la Provincia de San Diego de Canarias.
Fue trasladado al Convento de San Diego del Monte (hoy ermita), extramuros de la ciudad de San Cristóbal de La Laguna. Fray Juan de Jesús ayudó espiritualmente con sus consejos a la popular religiosa sauzalera María de León Bello y Delgado (Sor María de Jesús, más popularmente conocida como "La Sierva de Dios"), pues fueron contemporáneos.
El fraile entregaba su desayuno a los pobres, piedad respecto a las prostitutas, rezaba devotas estaciones para beneficio de almas afligidas, y sufría mortificaciones que aplicaba en sufragio de las ánimas del purgatorio.
Fray Juan aseguró que había tenido una visión de la Virgen de los Remedios bendiciendo a la ciudad de La Laguna desde lo alto de la torre de su templo, la actual Catedral de La Laguna.
El 6 de febrero de 1687 moría Fray Juan de Jesús con gran fama de santo en el convento de San Diego del Monte en La Laguna, tenía setenta y un años y hacía tiempo que estaba enfermo. Fue enterrado en el mismo convento. En la actualidad se está tramitando el proceso para su beatificación.

## Repercusión
Su vida se recoge en la obra de Fray Andrés de Abreu, Vida del Venerable Siervo de Dios Fr. Juan de Jesús, religioso lego de la orden de N.P. S. Francisco de la provincia de San Diego de Canarias, publicada en el año 1701. Del ejemplar custodiado en la Biblioteca de la Universidad de La Laguna se edita en el año 2013 un facsímil del libro por el Instituto de Estudios Canarios; también en el año 2001 el profesor Domingo Martínez de la Peña recoge esta obra en su libro La iglesia de San Marcos Evangelista de Icod y vida del Siervo de Dios Fray Juan de Jesús editado por el Cabildo Insular de Tenerife.
El 17 de julio de 2010 nace la Asociación de laicos Amigos de Fray Juan de Jesús con el propósito de profundizar en el estudio de sus virtudes, su obra y prodigios y poder rescatar del olvido su ejemplar vida espiritual.
En diciembre de 2015 se celebró el 400 aniversario de su nacimiento con una exaltación de su figura por parte del obispo de la Diócesis de Tenerife, Bernardo Álvarez Afonso.